# Пропіонітрил
Пропіонітрил, також відомий як етилціанід і пропанітрил, — органічна сполука з формулою CH3CH2CN. Це простий аліфатичний нітрил. Сполука являє собою безбарвну водорозчинну рідину. Використовується як розчинник і попередник для інших органічних сполук.

## Виготовлення
Основним промисловим шляхом отримання цього нітрилу є гідрування акрилонітрилу. Його також отримують аммооксидуванням пропанолу (замість нього також можна використовувати пропіональдегід):
CH3CH2CH2OH + O2 + NH3 → CH3CH2CN + 3 H2O
Пропіонітрил є побічним продуктом електродимеризації акрилонітрилу до адипонітрилу.
У лабораторії пропанітрил також можна отримати дегідратацією пропіонаміду, каталітичним відновленням акрилонітрилу або дистиляцією етилсульфату та ціаніду калію.

## Застосування
Пропіонітрил є розчинником, подібним до ацетонітрилу, але з трохи вищою температурою кипіння. Він є попередником пропіламінів шляхом гідрування. Він є будівельним блоком C-3 при виготовленні препарату флопропіону за допомогою реакції Гоубена-Гьоша.
Нітрил-альдольна реакція з бензофеноном з наступним відновленням нітрилу літій-алюміній-гідридом дає 2-MDP. Цей засіб має властивості пригнічувати апетит і має антидепресивні властивості.

Хімічна структура 2-МДП

## Безпека
Токсичність LD50 пропіонітрилу вказана як 39 мг/кг і як 230 my (на щурах, перорально).
У 1979 році на заводі Калама в Боферті в Південній Кароліні стався вибух під час виробництва пропіонітрилу шляхом каталізованого нікелем гідрування акрилонітрилу. Зараз це місце є одним із двох місць очищення Superfund у Південній Кароліні.